# Грнчара
Грнчара је насељено место града Лознице у Мачванском округу. Према попису из 2022. било је 505 становника.

## Галерија
- Споменик НОБ-а
- Споменик НОБ-а
- Зграда МЗ

## Демографија
У насељу Грнчара живи 492 пунолетна становника, а просечна старост становништва износи 37,7 година (36,9 код мушкараца и 38,6 код жена). У насељу има 194 домаћинства, а просечан број чланова по домаћинству је 3,37.
Ово насеље је великим делом насељено Србима (према попису из 2002. године).
|  |

| Демографија | Демографија | Демографија |
| Година      | Становника  | Становника  |
| ----------- | ----------- | ----------- |
| 1948.       | 610         |             |
| 1953.       | 655         |             |
| 1961.       | 674         |             |
| 1971.       | 584         |             |
| 1981.       | 608         |             |
| 1991.       | 655         | 620         |
| 2002.       | 654         | 703         |
| 2011.       | 588         |             |
| 2022.       | 505         |             |

| Етнички састав према попису из 2002.‍ | Етнички састав према попису из 2002.‍ | Етнички састав према попису из 2002.‍ | Етнички састав према попису из 2002.‍ | Етнички састав према попису из 2002.‍ |
| ------------------------------------ | ------------------------------------ | ------------------------------------ | ------------------------------------ | ------------------------------------ |
|                                      |                                      |                                      |                                      |                                      |
| Срби                                 | Срби                                 |                                      | 653                                  | 99,84%                               |
| Бошњаци                              | Бошњаци                              |                                      | 1                                    | 0,15%                                |
| непознато                            | непознато                            |                                      | 0                                    | 0,0%                                 |

| Година пописа     | 1948. | 1953. | 1961. | 1971. | 1981. | 1991. | 2002. |
| ----------------- | ----- | ----- | ----- | ----- | ----- | ----- | ----- |
| Број домаћинстава | 96    | 104   | 119   | 133   | 157   | 193   | 194   |

| Број чланова      | 1  | 2  | 3  | 4  | 5  | 6  | 7 | 8 | 9 | 10 и више | Просек |
| ----------------- | -- | -- | -- | -- | -- | -- | - | - | - | --------- | ------ |
| Број домаћинстава | 38 | 43 | 23 | 34 | 30 | 16 | 6 | 2 | 0 | 2         | 3,37   |

| Пол    | Укупно | Неожењен/Неудата | Ожењен/Удата | Удовац/Удовица | Разведен/Разведена | Непознато |
| ------ | ------ | ---------------- | ------------ | -------------- | ------------------ | --------- |
| Мушки  | 255    | 69               | 172          | 9              | 4                  | 1         |
| Женски | 263    | 42               | 176          | 36             | 9                  | 0         |
| УКУПНО | 518    | 111              | 348          | 45             | 13                 | 1         |

| Пол    | Укупно                    | Пољопривреда, лов и шумарство | Рибарство                            | Вађење руде и камена | Прерађивачка индустрија       |
| ------ | ------------------------- | ----------------------------- | ------------------------------------ | -------------------- | ----------------------------- |
| Мушки  | 133                       | 41                            | 0                                    | 0                    | 41                            |
| Женски | 59                        | 26                            | 0                                    | 0                    | 17                            |
| УКУПНО | 192                       | 67                            | 0                                    | 0                    | 58                            |
| Пол    | Производња и снабдевање   | Грађевинарство                | Трговина                             | Хотели и ресторани   | Саобраћај, складиштење и везе |
| Мушки  | 4                         | 6                             | 13                                   | 0                    | 13                            |
| Женски | 0                         | 0                             | 6                                    | 0                    | 0                             |
| УКУПНО | 4                         | 6                             | 19                                   | 0                    | 13                            |
| Пол    | Финансијско посредовање   | Некретнине                    | Државна управа и одбрана             | Образовање           | Здравствени и социјални рад   |
| Мушки  | 0                         | 1                             | 8                                    | 1                    | 0                             |
| Женски | 0                         | 0                             | 1                                    | 1                    | 6                             |
| УКУПНО | 0                         | 1                             | 9                                    | 2                    | 6                             |
| Пол    | Остале услужне активности | Приватна домаћинства          | Екстериторијалне организације и тела | Непознато            | Непознато                     |
| Мушки  | 3                         | 0                             | 0                                    | 2                    | 2                             |
| Женски | 0                         | 0                             | 0                                    | 2                    | 2                             |
| УКУПНО | 3                         | 0                             | 0                                    | 4                    | 4                             |